# 立正大学史学会
立正大学史学会（りっしょうだいがくしがくかい、英語: Historical Society Of The Rissho University）は、日本の学術研究団体の一つ。

## 概要
1925年2月13日設立。学術研究団体としての種別は単独学会である。
史学を学術研究領域とし、立正大学文学部史学科の卒業生および学会員の史学一般の研究・会員相互の親睦を目的としている。
国内においては日本歴史学協会に加入している。

## 沿革
- 1925年 - 立正大学史学会設立。

## 刊行物

### 立正史学
- 誌名（和文）：立正史学
- 誌名（欧文）：RISSHO SHIGAKU (The Historical reports of RISSHO UNVERSITY)
- 創刊年：1936
- 資料種別：ジャーナル（査読付き論文を含む）
- 使用言語：日英混在
- 発行形態：印刷体
- 著作権帰属先：著者
- クリエイティブコモンズ：定めていない
- 購読：有料